# Gartz
Gartz là một đô thị ở huyện Uckermark bang Brandenburg, Đức. Đô thị này có diện tích 61,69 km², dân số thời điểm 31 tháng 12 năm 2006 là 2521 người. Đô thị này nằm bên bờ tây sông Oder, khoảng 30 km về phía nam Szczecin (Stettin).

## Các thị xã gẫn
- Szczecin (Ba Lan)
- Penkun (Đức)
- Schwedt (Đức)
- Vierraden (Đức)
- Gryfino (Ba Lan)

Bản mẫu:Pomerania